# Atopsyche iana
Atopsyche iana är en nattsländeart som beskrevs av Martin E. Mosely 1949. Atopsyche iana ingår i släktet Atopsyche och familjen Hydrobiosidae. Inga underarter finns listade i Catalogue of Life.

## Bildgalleri

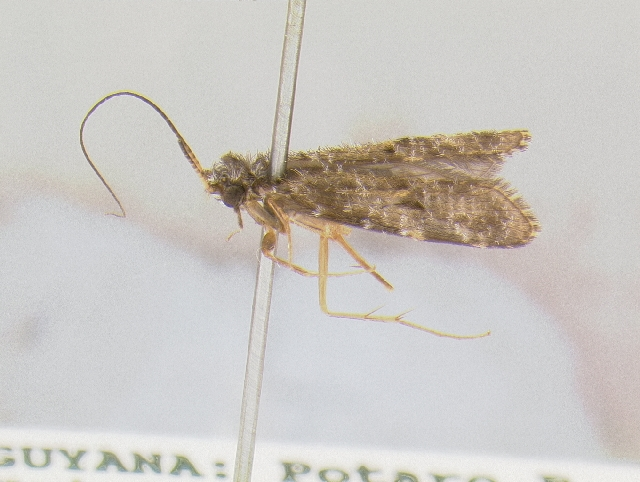